# Bat (boginja)
Bat je bila boginja krava v egipčanski mitologiji. Upodabljali so jo kot kravo s človeškim obrazom in kravjimi ušesi in rogovi. V Novem kraljestvu so bile njena identiteta in lastnosti vključene v boginjo Hator.

## Čaščenje
Čaščenje boginje Bat se je začelo že v najzgodnejšem obdobju Egipta. Častili so jo morda že v kameni dobi kot zaščitnico čred. Bila je glavna boginja mesta Šešeh, bolj znanega kot Hu ali Diospolis Parva  v 7. nomu Gornjega Egipta.

### Ime
Ime Bat bi lahko bilo povezano z besedo ba z ženskim obrazilom t.  Ba neke osebe je v grobem enaka njegovi ali njeni osebnosti ali emanaciji in se pogosto prevaja kot duša.

## Upodabljanje v staroegipčanski kulturi
Boginjo Bat so v slikarstvu in kiparstvu redko upodobili z vsemi njenimi atributi. Med pomembne artefakte z njeno podobo spada Narmerjeva paleta, na kateri je upodobljena z njenimi človeškimi in kravjimi značilnostmi. V drugih primerih se je upodabljala kot nebeška krava, obdana z zvezdami ali ženskami.  Bolj pogosto se pojavlja na amuletih, na katerih ima človeški obraz z govejimi značilnostmi, kot so ušesa in rogovi. Navznoter obrnjeni rogovi so značilni za govedo, kakršno so sprva redili Egipčani. 
Kasneje je Bat postala strogo povezana s sistrom. Središče njenega kulta se je imenovalo dvorec sistra. Sistrum je glasbilo v obliki  ankha, ki je bilo eno od najpogostejših svetih glasbil v staroegipčanskih templjih. Nekaterih sistri so imeli obliko boginje Bat  z glavo in vratom, ki je služil za ročaj glasbila, ropotulja pa je bila vpeta med njene roge.  Piramidna besedila omenjajo, da je bila upodobljena na obeh straneh glasbila:
Jaz sem hvalnica; jaz sem veličanstvo; jaz sem Bat z dvema obrazoma; jaz sem ena od tistih, ki je rešena in se je rešila pred vsemi zli.

## Sorodnost s Hator
Bat kot sveta krava je zelo podobna boginji Hator, vzporedni boginji iz Spodnjega Egipta. Na dvodimenzionalnih podobah je praviloma prikazana v obraz in ne v profilu, kot je bilo v navadi. Značilna razlika med podobama Bat in Hator je ukrivljenost rogov: Batini rogovi so ukrivljeni rahlo navznoter, Hatorini pa rahhlo navzven. Razlika je nastala morda zaradi različnih pasem goveda, ki so ga redili v različnih obdobjih.
Hatorino kultno središče je bilo v 6. nomu Gornjega Egipta, ki se stika s 7. nomom, kjer so častili Bat, kar morda kaže, da sta bili v preddinastičnem obdobju Egipta ista boginja. V Srednjem kraljestvu je kult boginje Hator absorbiral kult boginje Bat, kar se je zgodilo tudi več drugim bogovom egipčanskega panteona.
- Krava Hator
- Bat
- Prednja stran Narmerjeve palete
- Zadnja stran Narmerjeve palete
- Triada faraona Menkaureja-Mikerina z boginjama Hator in Bat